# 陆庆
陆庆（?—?），吴郡吴县（今江苏省苏州市）人，南朝梁、南朝陈政治人物。
陆庆少年好学，遍通《五经》，尤擅长《春秋左氏传》。初仕梁武陵王国右常侍，转任娄县县令。梁末动乱，陆庆改学佛典。陈文帝天嘉初年，征召为通直散骑侍郎，没有就任。永阳王陈伯智想要和他相见，以疾病固辞。后筑室屏居，以禅诵为事。鄱阳王陳伯山、晋安王陳伯恭征为记室参军，还是不就任。